# معركة الكراهب
 معركة الكراهب حدثت هذه المعركة بين المجاهدين الليبين وقوات الإيطالية الفاشستية يوم 13 فبراير
1929 م في منطقة مرصص تحت قيادة المجاهد التواتي عبد الجليل العرابي المنفي.
جاءت هذه المعركة كردة فعل يؤججها غضب شديد للمجاهدين الليبين علي العدو الغازي الإيطالي اثر استشهاد عشرة مجاهدين في معركة العشرة سنه 1925 جنوب منطقة عكرمة وهي بعد التميمي غرب طبرق، حيث قام العدو الإيطالي بتمثيل بجثث الشهداء العشر فقاموا بقطع أذانهم وعرضهم في سوق مدينة طبرق من أجل تخويف الناس والمجاهدين الليبين.
و كردت فعل علي هذا العمل الوحشي، قام المجاهدين بوضع كمين للحاكم ألإيطالي متصرف بطبرق آنذاك والملقب بوعين، بسبب فقده لعينه في احدي المعارك، وهو في طريقة إلي عين الغزالة قادما من طبرق في عمليته لبحث عن المجاهدين الذين تكررت هجماتهم علي معسكرات ومواقع الإيطاليين بالبطنان. حيث كان المجاهد التواتي المنفي يقود مجموعه من المجاهدين والتي تبلغ ما يقارب 52 مجاهدا.
حيث يقول المجاهد إبراهيم فضيل والذي اشترك في هذه المعركة  " من بين المعارك التي اشتركت فيها هي معركة الكراهب وكان قائد هذه المعركة التواتي عبد الجليل المنفي.
حيث يروي المجاهد عزوز بالقاسم الطلحي  " خرجت علينا القوات ألإيطالية والمتمثلة في أربع سيارات محملة بالجنود الذين يبلغ عددهم مئة شخص وكنا نحن 52 شخصا، حيث كان سلاحنا عباره عن سلاح إيطالي الصنع (بوخمسة/ بودزة).
و يروي المجاهد محمد خليل المسماري والذي اشترك في معركة تفاصيل ما حدث معهم فيقول: احرقنا عدد من السيارات ألإيطالية التي هاجمتنا ولم تنج منها سوي سياره الحاكم الإيطالي لطبرق والملقب " بوعين" حيث أسرع بالفرار ".
حيث كانت سيارة الحاكم ألإيطالي لطبرق والملقب بوعين في اخر طابور سيارات قواته، حيث هرب وترك برنوصه «ثوبة» علي أرض معركة عندما راء شجاعة وقوة هجوم المجاهدين الليبين.

## مواضيع متصلة
- الغزو الإيطالي لليبيا
- تاريخ ليبيا المعاصر
- عمر المختار
- التواتي عبد الجليل المنفي